# Зоологический институт РАН
Зоологи́ческий институ́т (ЗИН РАН) — научно-исследовательский институт Российской академии наук, занимающийся проблемами общей и частной зоологии, экологии животных, биоразнообразия, морфологии животных, а также разрабатывающий рекомендации по охране природы. «Alma Mater» отечественной зоологии.

## Общие сведения
Общий коллекционный фонд института составляет около 60 миллионов единиц хранения, около 260 тыс. видов животных и около 30 тысяч зоологических экспонатов в Зоологическом музее.
Результаты научной работы института отражены в его основных изданиях — «Фауне России» и «Определителях по фауне России» (всего вышло более 300 томов) — и в других изданиях, таких, например, как «Труды Зоологического института», Паразитологические сборники, «Исследования фауны морей» (тоже в общей сложности более 300 томов).

## История

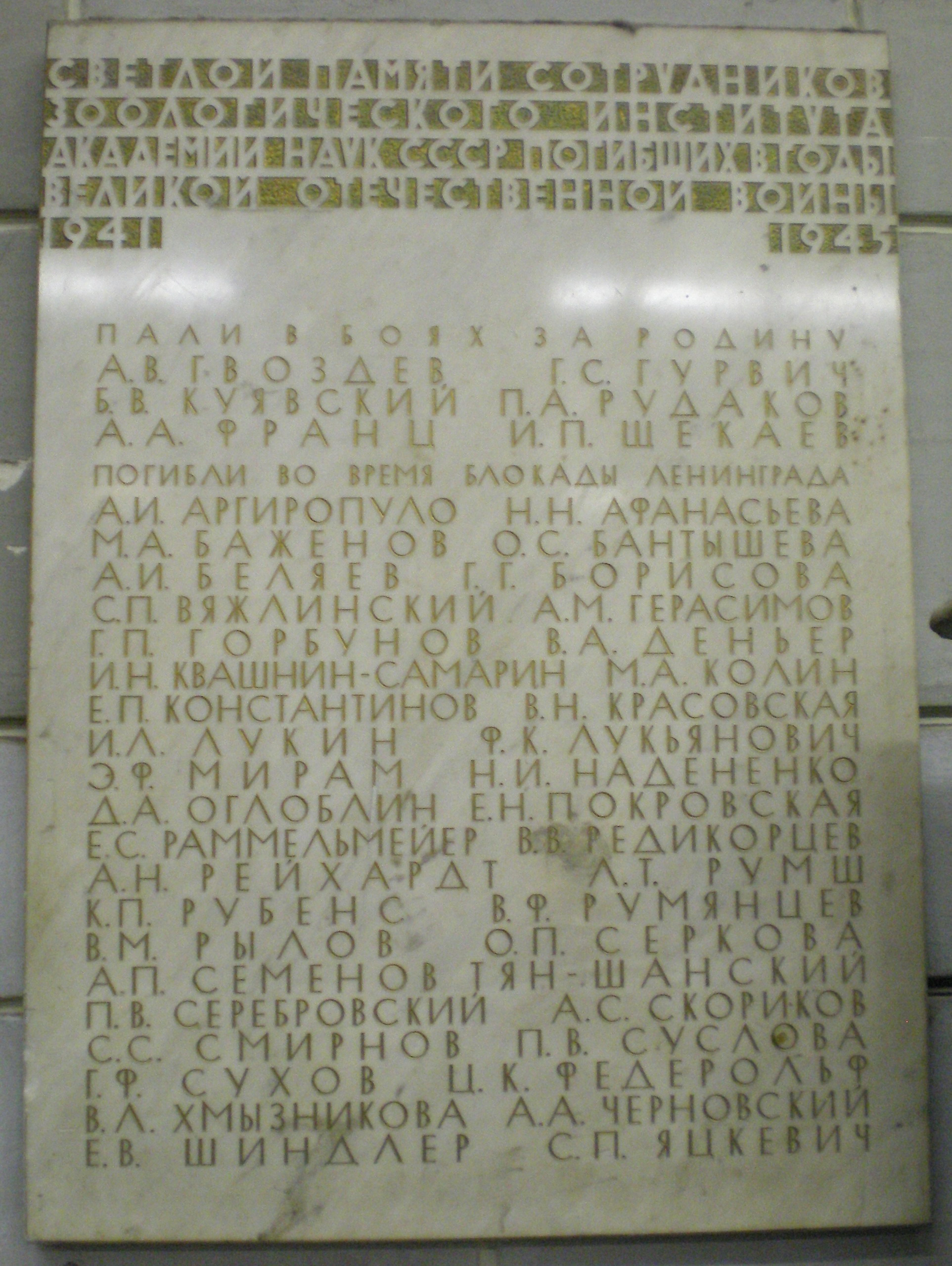
Память погибшим в войне и блокаде

В 2007 году учреждению исполнилось 175 лет, хотя история создания коллекций института и музея началась много раньше — со времён Петра Великого, который лично покупал экспонаты для созданной им в 1714 году Кунсткамеры, первого русского музея. Самостоятельный Зоологический музей официально был открыт в июле 1832 года, что и принято считать временем его основания. Здание, ныне занимаемое институтом и музеем (южный пакгауз Биржи), было передано для нужд последнего в 1890-х годах; торжественное открытие музея в нём состоялось в 1901 году. В 1930 году музей был преобразован в Зоологический институт Академии наук.
В Великую Отечественную войну 1941—1945 годов учёный коллектив Зоологического института понёс тяжёлые потери, о чём свидетельствует мемориальная доска при входе в здание. Среди погибших в блокадном Ленинграде — крупнейшие энтомологи: Д. А. Оглоблин, А. Н. Рейхардт, А. П. Семёнов-Тян-Шанский, А. С. Скориков, С. С. Смирнов и другие.

## Директора Зоологического института
- 1929—1942 — акад. С. А. Зернов
- 1942—1962 — акад. Е. Н. Павловский
- 1962—1974 — акад. Б. Е. Быховский
- 1974—1994 — акад. О. А. Скарлато
- 1994—2005 — акад. А. Ф. Алимов
- 2006—2018 — акад. О. Н. Пугачёв[3]
- 2018—2019 — врио директора, д.б.н. С. Ю. Синёв
- С 31 декабря 2019 — член-корр. Н. С. Чернецов[6]

## При институте находятся
- Комитет по изучению мамонтов и мамонтовой фауны при Отделении общей биологии РАН[3];
- Научные общества: Русское энтомологическое общество, Гидробиологическое, Паразитологическое, Малакологическое, Герпетологическое им. А. М. Никольского;
- Редакции журналов «Паразитология», «Энтомологическое обозрение», «Zoosystematica Rossica», «Русский гидробиологический журнал»[3], «Russian Journal of Herpetology»;
- Зоологическая библиотека (филиал БАН РАН).
- Биологическая станция «Рыбачий»

## Публикации
Институтом издаются журналы «Труды Зоологического института РАН», Zoosystematica Rossica (1992) и две крупные монографические серии по систематике — «Фауна» (148 тома до 2014 года) и «Определители» (178 том до 2014 года). На базе института редактируются журналы Энтомологическое обозрение (1901), Паразитология (1967), Comparative Cytogenetics (2007).

#### «Труды Зоологического института»
- 1896—1916. Ежегодник Зоологического музея Императорской академии наук[10]
- 1917—1918. Ежегодник Зоологического музея Академии наук
- 1922—1923. Ежегодник Зоологического музея Российской академии наук
- 1925—1932. Ежегодник Зоологического музея Академии наук Союза Советских Социалистических Республик
- 1932—1968. Труды Зоологического института Академии наук Союза Советских Социалистических Республик
- 1968—1991. Труды Зоологического института Академии наук СССР
- С 1992 — Труды Зоологического института Российской академии наук

#### Серия «Фауна»
- 1911—1923. Фауна России и сопредельных стран преимущественно по коллекциям Зоологического музея Имперской (с 1917 — Российской) Академии Наук.
- 1929—1933. Фауна СССР и сопредельных стран преимущественно по коллекциям Зоологического музея (с 1933 — института) Академии Наук СССР.
- 1935—1990. Фауна СССР. Новая серия.
- 1993— . Фауна России и сопредельных стран.

#### Серия «Определители»
- 1927—1990. Определители по фауне СССР, издаваемые Зоологическим музеем (с 1933 — институтом) Академии Наук СССР[11].
- 1991- . Определители животных, издаваемые Зоологическим институтом Российской Академии наук.